# Misty Mountain Hop
Singles de Led Zeppelin
Immigrant Song / Hey Hey What Can I Do Rock and Roll / Four Sticks
Pistes de Led Zeppelin IV
Stairway to Heaven
(4) Four Sticks
(6)
Misty Mountain Hop est une chanson du groupe Led Zeppelin parue en 1971 sur l'album Led Zeppelin IV. Aux États-Unis et en Australie, elle est également parue en face B du single Black Dog, ce qui n'a pas empêché sa forte diffusion sur les ondes FM. La chanson a été enregistrée à Headley Grange, dans le sud de l'Angleterre, où le groupe s'était installé avec le studio mobile des Rolling Stones.

## Présentation
La chanson est un rock joué à un tempo moyen. Elle débute sur une introduction au piano électrique jouée par le bassiste John Paul Jones. Dès la troisième mesure, la partie de guitare commence et se superpose à celle du clavier, ce qui crée une mélodie puissante et entêtante. Ce riff s'appuie sur les notes la, sol et mi. À 2:11, dans la seconde moitié du couplet, on peut entendre une légère désynchronisation entre les musiciens. Cependant, ils ont estimé que le reste de la prise était très bon, et elle fut donc conservée telle quelle.
Le titre de la chanson semble être une référence aux Monts Brumeux (Misty Mountains) de la Terre du Milieu. D'autres chansons du groupe font référence à l'œuvre de J. R. R. Tolkien, comme Bron-Y-Aur Stomp, The Battle of Evermore et Ramble On.

## En concert
Led Zeppelin interprète régulièrement Misty Mountain Hop sur scène entre fin 1972 et 1973, souvent en introduction à Since I've Been Loving You (comme on peut le constater sur le DVD Led Zeppelin). Elle a également été jouée lors des deux concerts du festival de Knebworth, en 1979. Lors de la seconde représentation, Jimmy Page utilisa une Gibson RD Artist de 1977 parce qu'il avait cassé une corde sur sa Les Paul habituelle.
Après la mort de John Bonham, les autres membres du groupe continuèrent à jouer cette chanson, notamment lors du concert célébrant le 40e anniversaire du label Atlantic Records, en 1988, avec Jason Bonham à la batterie, et pour le 21e anniversaire de la fille de Robert Plant l'année suivante. Misty Mountain Hop a également été jouée lors du concert en hommage à Ahmet Ertegün à l'O2 Arena de Londres, le 10 décembre 2007.
Robert Plant l'interprète souvent dans ses tournées solo, et Jimmy Page l'a jouée lors de sa tournée avec The Black Crowes en 1999. Bien qu'elle ne soit pas présente sur leur album Live at the Greek, une version de Misty Mountain Hop est présente en piste bonus sur la version japonaise de l'album sortie en 2000.

## Formats

### 1971 7" single
- A. Black Dog (Jones, Page, Plant) 4:56
- B. Misty Mountain Hop (Jones, Page, Plant) 4:38

## Reprises
- 1991: Dread Zeppelin (5,000,000)
- 1993: 7 Seconds (The Song Retains the Name II)
- 1994: Cinnamon (Cinnamon II)
- 1995: 4 Non Blondes (Encomium: A Tribute to Led Zeppelin)
- 1995: Alon Nadel & Friends (Jazzeppelin)
- 1998: Sansi Janiba's Infectious Groove (A Tribute to John Bonham)
- 1999: Taime Downe (The Song Remains Remixed: A Tribute to Led Zeppelin, Sigue Sigue Sputnik remix)
- 1999: Makoto Ihara (Super Rock Summit)
- 1999: Pondlife ("Misty Mountain Hop" CD single)
- 2000: Jimmy Page & The Black Crowes (Live at the Greek [bonus tracks edition])
- 2000: Kokoo (Super-Nova)
- 2001: Out of Phase (A Tribute to Led Zeppelin IV)
- 2001: Never Never (Never Never Tribute II)
- 2003: various artists (Pickin' on Led Zeppelin, Volume II: A Bluegrass Tribute)
- 2004: Bruce Lash (Prozak for Lovers II)
- 2004: 2 Many DJ's (As Heard on Radio Soulwax Pt. 8 [remix])
- 2005: The Rockies (The Hits Re-loaded: The Music of Led Zeppelin)
- 2005: Cee (Hip-Hop tribute to Led Zeppelin)
- 2006: Glenn Hughes (Music for the Divine [bonus tracks edition])
- 2006: Dream Theater (Two Nights In North America [limited release])
- 2006: Greg Reeves & Eric Stock (Dub Tribute to Led Zeppelin)
- 2007: Heart (Dreamboat Annie Live)
- 2007: Zepparella (A Pleasing Pounding)
- 2007: Letz Zep (Letz Zep II: Live in London)
- 2008: Harry Slash & The Slashtones (Misty Mountain Hop: A Millennium Tribute to Led Zeppelin)
- 2010: Supercute! (Supercute!)

### Sources
- (en) Cet article est partiellement ou en totalité issu de l’article de Wikipédia en anglais intitulé « Misty Mountain Hop » (voir la liste des auteurs).
- Dave Lewis, The Complete Guide to the Music of Led Zeppelin, 2004  (ISBN 0-7119-3528-9)
- Chris Welch, Led Zeppelin: Dazed and Confused: The Stories Behind Every Song, 1998  (ISBN 1-56025-818-7)